# Пятнистые кошачьи акулы
Пятнистые кошачьи акулы (лат. Schroederichthys) — род хрящевых рыб семейства кошачьих акул (Scyliorhinidae).

## Описание
Длина тела от 23 до 58 см. Рыло короткое и округлое. Носовых желобков нет.  Спинные плавники одинакового размера. Хвостовой плавник короткий, без увеличенных зубцов на дорсальном крае.

## Классификация
В состав рода включают пять видов.
- Schroederichthys bivius (Müller & Henle, 1838) — Узкоротая кошачья акула
- Schroederichthys chilensis (Guichenot, 1848) — Чилийская пятнистая кошачья акула, или чилийская кошачья акула
- Schroederichthys maculatus (S. Springer, 1966) — Пятнистая кошачья акула
- Schroederichthys saurisqualus (Soto, 2001)
- Schroederichthys tenuis (S. Springer, 1966) — Тонкая кошачья акула

## Распространение
Представители рода встречаются у берегов Центральной и Южной Америки